# Freesia
A freesia, frésia ou junquilho é um gênero da família das Iridáceas, constituído de várias espécies de plantas bulbosas floríferas, originárias da África do Sul, cujos cachos de flores exalam perfume agradável, e que são largamente cultivadas nos jardins do mundo inteiro. Nos jardins, seu plantio é recomendado em bordadura de canteiros, mas o resultado só será compensador se houver boa incidência de luz no local.
As espécies apresentam muitas cores, geralmente fortes, que vão desde um azul puro, passam pelo púrpura e chegam ao branco. Reproduz-se por meio de bulbos perenes. Floresce nas regiões de clima frio a temperado, normalmente no final do inverno e prossegue na primavera.

## Cultivo
Recomenda-se em locais ensolarados e com clima ameno, pois os cormos precisam de temperatura baixa para iniciarem o processo de germinação. No plantio, o ideal é manter uma distância mínima de 5 a 10 cm entre um cormo e outro, que devem ser cobertos com terra solta.

### Solo e umidade
O ideal é o solo solto, leve, rico em adubação orgânica e não saturado de água. Regar levemente uma vez por semana durante o primeiro mês.

### Tempo de florescimento
Com boa incidência de luz e regas corretas, as folhas e pendões florais brotarão da metade para o final do inverno, independente da época do ano em que o bulbo foi plantado. O florescimento se prolonga horizontalmente, em todo o pendão floral.

### Armazenamento dos cormos
Os cormos, quando dormentes, devem ser armazenados em local fresco e ventilado, para que sejam plantados de março a maio. Em cultivos do ano anterior, não é necessário extrair os cormos do solo, pois a dormência é interrompida naturalmente, voltando a florir na mesma época do ano, ou seja, no final do inverno.

## Espécies
- Freesia alba
- Freesia andersoniae
- Freesia caryophyllacea
- Freesia corymbosa
- Freesia fergusoniae
- Freesia fucata
- Freesia grandiflora
- Freesia laxa (sin. Anomatheca laxa, Lapeirousia laxa)
- Freesia leichtlinii
- Freesia occidentalis
- Freesia refracta
- Freesia sparrmannii
- Freesia speciosa
- Freesia verrucosa
- Freesia viridis (sin. Anomatheca viridis)